# Црква Светог великомученика Димитрија у Црвици
Црква Светог великомученика Димитрија једнобродна је грађевина у селу Црвици, Сребреница, Република Српска. Припада епархији зворничко-тузланској, а посвећена је Светом великомученику Димитрију.
Градња цркве започета је 1910. године према пројекту Јозефа Цвилингера, који је пројекат израдио две године раније. Црква је сазидана од камена који потиче са старог гробља, првобитно је била покривена црепом, а потом лимом и има звоник са једним звоном. Након завршетка изградње 1911. године, Митрополит дабробосански Евгеније осветио је храм.
У селу Петрича налази се локалитет Црквиште на којем је приликом грађења садашње цркве у флаши пронађен запис о прављењу првобитне цркве. Како тада мештани нису успели да прочитају тај запис, они су документ бацили. Подаци кажу да су Турци ту стару цркву у 18. веку спалили, па је након ње изграђена мала дрвена црква у којој се вршило богослужење све до изградње садашње цркве.
Црква није живописана. Стари иконостас поклон је манастира Каона, а његова старост процењује се на 150 година. Нови иконостас израђен је од липовог дрвета и постављен у цркву 2000. године. Иконе је израдио непознати аутор. Непосредно поред цркве, а на месту старијег храма, изграђен је светосавски дом у периоду 1987—1988. године.
С обзиром да је црква грађена од камена који потичу са старог гробља, у темељима и у зидовима нађен је велики број значајних и старих споменика. Нађен је камен споменика извесном војсковођи на белом камену, на ком се налазе три мушка лика и војник на коњу са штитом. Поред овог, неколико старих споменика извађено је из зидова цркве и однето у Земаљски музеј у Сарајево.